# Krymska Autonomiczna Socjalistyczna Republika Radziecka (1991)
Krymska Autonomiczna Socjalistyczna Republika Radziecka, Krymska ASRR (krymskotat. Кърым Автономиялы Совет Социалист Республикасы, ukr. Кримська Автономна Радянська Соціалістична Республіка, ros. Крымская Автономная Советская Социалистическая Республика) – republika autonomiczna w Związku Radzieckim, wchodząca w skład Ukraińskiej Socjalistycznej Republiki Radzieckiej.
Krymska ASRR została utworzona 12 lutego 1991 r. z obszarów obwodu krymskiego (z wyjątkiem Sewastopola, który pozostał bezpośrednio w składzie Ukraińskiej SRR). Powstanie Krymskiej ASRR zostało poprzedzone referendum z 20 stycznia 1991 r., w którym większość mieszkańców opowiedziała się za utworzeniem autonomicznej republiki radzieckiej w składzie Ukraińskiej SRR. 
Powodem dążeń autonomicznych był fakt, iż w obliczu narastających żądań niepodległościowych i autonomicznych, jakie pojawiły się w ZSRR na krótko przed rozpadem tego państwa, także Rosjanie, rdzenni i osiedli na Półwyspie Krymskim po II wojnie światowej (po wysiedleniu Tatarów Krymskich w latach 1944–1945) i stanowiący zdecydowaną większość ludności tego należącego do Ukraińskiej SRR półwyspu, zapragnęli autonomii, a w perspektywie także ponownego przyłączenia Krymu do Rosji. 
Byt Krymskiej ASRR trwał zaledwie kilkanaście miesięcy. Uległa likwidacji po rozpadzie ZSRR, a 5 maja 1992 r. na terenie Krymu proklamowano powstanie Republiki Krymu, będącej autonomicznym terytorium w obrębie Ukrainy. 